# 藩の一覧
藩の一覧（はんのいちらん）では、江戸時代から明治時代の初期に日本の各地に存在した藩を地域ごとに一覧する。
- 凡例
  - 藩名は緯度の高い順に表記した。
  - 地方分けは、便宜的に現在の県別に用いられているものを援用した。
  - 藩の別名や支藩については括弧書きして藩名の横に記した。
  - 支藩の記事は原則として本藩の項目内に記されているためこの一覧からはリンクされていないが、国主格など重要な藩についてはその限りではない。
  - 設立後、すぐに廃藩となった藩などは記されていない場合がある。

## 北海道地方

### 渡島国
- 松前藩（館藩）

## 東北地方

### 陸奥国
- 斗南藩
- 七戸藩（盛岡藩支藩）（1819年 - ）
- 弘前藩
- 黒石藩（弘前藩支藩）（1656年 - ）
- 八戸藩（1664年 - ）

### 陸中国
- 盛岡藩
- 一関藩（仙台藩支藩）（1660年 - ）

### 陸前国
- 仙台藩

※以下、陸奥国分国前に廃藩
- 岩沼藩（仙台藩支藩）（1662年 - ）
- 中津山藩（仙台藩支藩）（1695年 - ）

### 羽後国
- 久保田藩（秋田藩）（1602年 - ）
- 岩崎藩（久保田藩支藩）（1701年 - ）
- 亀田藩（1623年 - ）
- 本荘藩（1623年 - ）
- 矢島藩（1640年 - ）

※以下、出羽国分国前に廃藩
- 久保田新田藩（久保田藩支藩）（1701年 - ）

### 羽前国
- 庄内藩（鶴岡藩、大泉藩）（1622年 - ）
- 出羽松山藩（庄内藩支藩）（1647年 - ）
- 新庄藩（1622年 - ）
- 山形藩
- 上山藩（1622年 - ）
- 天童藩（1830年 - ）
- 長瀞藩（1798年 - ）
- 米沢藩（1601年 - ）
- 米沢新田藩（米沢藩支藩）（1719年 - ）

※以下、出羽国分国前に廃藩
- 大山藩（庄内藩支藩）（1647年 - ）
- 左沢藩（1622年 - ）
- 仁賀保藩（1623年 - ）
- 出羽丸岡藩（1632年 - ）
- 村山藩（1682年 - ）
- 高畠藩（1767年 - ）

### 磐城国
- 相馬中村藩（1602年 - ）
- 三春藩（1627年 - ）
- 守山藩（水戸藩支藩）（1700年 - ）
- 磐城平藩（1602年 - ）
- 棚倉藩（1603年 - ）
- 湯長谷藩（1670年 - ）
- 泉藩（1634年 - ）

※以下、陸奥国から分立前に廃藩
- 白河藩（1627年 - ）
- 白河新田藩（白河藩支藩）
- 浅川藩（1662年 - ）
- 窪田藩（1622年 - ）

### 岩代国
- 福島藩（1679年 - ）
- 二本松藩（1627年 - ）

※以下、陸奥国から分立前に廃藩
- 梁川藩（1683年 - ）
- 桑折藩（1688年 - ）
- 下手渡藩（1806年 - ）
- 陸奥下村藩（1787年 - ）
- 会津藩（1601年 - ）
- 大久保藩（1682年 - ）
- 石川藩（1662年 - ）

## 関東地方

### 上野国
- 沼田藩（1658年 - ）
- 前橋藩（1601年 - ）
- 安中藩（1615年 - ）
- 高崎藩
- 伊勢崎藩（1601年 - ）
- 七日市藩（1616年 - ）
- 吉井藩
- 小幡藩
- 館林藩
- 総社藩
- 那波藩
- 板鼻藩
- 矢田藩（1709年 - ）
- 上野豊岡藩（1602年 - ）
- 大胡藩
- 白井藩
- 青柳藩（1614年 - ）
- 上里見藩（1748年 - ）
- 篠塚藩（1747年 - ）
- 阿保藩

### 下野国
- 大田原藩
- 黒羽藩
- 喜連川藩
- 烏山藩
- 宇都宮藩（1602年 - ）
- 壬生藩（1602年 - ）
- 佐野藩
- 那須藩
- 高徳藩（1866年 - ）
- 板橋藩（1600年 - ）
- 鹿沼藩（1647年 - ）
- 茂木藩（1610年 - ）
- 真岡藩（1601年 - ）
- 下野上田藩（1692年 - ）
- 下野山川藩（1635年 - ）
- 足利藩（1688年 - ）
- 榎本藩（1605年 - ）
- 下野富田藩（1613年 - ）
- 皆川藩
- 小山藩（1608年 - ）
- 吹上藩（1842年 - ）
- 西方藩（1600年 - ）
- 大宮藩（1684年 - ）

### 常陸国
- 笠間藩（越後国長岡藩支藩。但し議論・諸説あり）（1601年 - ）
- 水戸藩（1602年 - ）
- 常陸宍戸藩（水戸藩支藩）（1602年 - ）
- 常陸松岡藩（水戸藩支藩）（1602年 - ）
- 下館藩
- 常陸府中藩（水戸藩支藩）（1602年 - ）
- 下妻藩（1606年 - ）
- 土浦藩（1600年 - ）
- 谷田部藩（1616年 - ）
- 牛久藩（1606年 - ）
- 麻生藩（1604年 - ）
- 額田藩（1661年 - ）
- 松川藩（1870年 - ）
- 保内藩（1661年 - ）
- 真壁藩（1606年 - ）
- 片野藩（1601年 - ）
- 柿岡藩（1624年 - ）
- 常陸北条藩（1607年 - ）
- 志筑藩（1602年 - ）
- 玉取藩（1622年 - ）
- 小張藩（1603年 - ）
- 常陸古渡藩（1603年 - ）
- 江戸崎藩（1603年 - ）
- 龍ヶ崎藩（1871年 - ）

### 上総国
- 請西藩（貝淵藩）（1825年 - ）
- 飯野藩（1648年 - ）
- 佐貫藩
- 一宮藩（1826年 - ）
- 久留里藩
- 大多喜藩
- 五井藩（1781年 - ）
- 松尾藩（柴山藩）（1868年 - ）
- 大網藩（1869年 - ）
- 百首藩（1633年 - ）
- 小久保藩（1868年 - ）
- 上総苅谷藩（1642年 - ）
- 姉崎藩（1607年 - ）
- 鶴牧藩（1827年 - ）
- 桜井藩（1868年 - ）
- 大多喜新田藩（岩槻藩支藩）（1651年 - ）
- 勝浦藩（1682年 - ）
- 菊間藩（1868年 - ）
- 潤井戸藩（1619年 - ）
- 鶴舞藩（1868年 - ）
- 高滝藩（信濃国坂木藩支藩）（1683年 - ）
- 上総八幡藩（1668年 - ）

### 下総国
- 結城藩
- 古河藩
- 関宿藩
- 高岡藩（1640年 - ）
- 小見川藩
- 佐倉藩
- 多古藩
- 生実藩（1623年 - ）
- 下総山川藩（1609年 - ）
- 大輪藩（1658年 - ）
- 下総山崎藩
- 守谷藩
- 矢作藩
- 下総飯田藩（1603年 - ）
- 臼井藩
- 岩富藩
- 曾我野藩（1870年 - ）
- 栗原藩
- 舟戸藩（1616年 - ）
- 下総三浦藩

### 武蔵国
- 川越藩
- 忍藩
- 岩槻藩
- 本庄藩
- 八幡山藩
- 岡部藩（1649年 - ）
- 深谷藩
- 東方藩
- 騎西藩（私市藩）
- 武蔵松山藩
- 野本藩  （1661年 - ）
- 高坂藩（1641年 - ）
- 久喜藩（1684年 - ）
- 石戸藩（1633年 - ）
- 小室藩
- 原市藩
- 鳩ヶ谷藩
- 喜多見藩
- 六浦藩（武州金沢藩）（1722年 - ）
- 赤沼藩（赤松藩）（1693年 - ）

### 安房国
- 安房勝山藩（1622年 - ）
- 館山藩
- 長尾藩（1868年 - ）
- 北条藩（1638年 - ）
- 東条藩（1620年 - ）
- 花房藩（1868年 - ）
- 安房三枝藩（1638年 - ）
- 船形藩（1864年 - ）

### 相模国
- 玉縄藩
- 小田原藩
- 荻野山中藩（小田原藩支藩）（1783年 - ）
- 深見藩（1682年 - ）

### 甲斐国
- 甲府藩（1603年 - ）
- 谷村藩（1600年 - ）
- 徳美藩（1633年 - ）
- 甲府新田藩（1709年 - ）

## 北陸・信越地方

### 越後国
- 村上藩
- 黒川藩（郡山藩支藩）（1724年 - ）
- 三日市藩（郡山藩支藩）（1724年 - ）
- 新発田藩
- 村松藩（1639年 - ）
- 与板藩（1634年 - ）
- 長岡藩（1616年 - ）
- 三根山藩（長岡藩支藩）（1634年 - ）
- 蔵王堂藩
- 椎谷藩（1616年 - ）
- 高田藩
- 高柳藩（首城藩）（1702年 - ）
- 糸魚川藩（1691年 - ）
- 坂戸藩
- 三条藩
- 沢海藩（新発田藩支藩）（1610年 - ）
- 藤井藩（1615年 - ）
- 長峰藩（1616年 - ）

### 越中国
- 富山藩（加賀藩支藩）（1639年 - ）
- 布市藩（1600年 - ）

### 能登国
- 能登下村藩（1689年 - ）
- 西谷藩（1698年 - ）
- 七尾藩

### 加賀国
- 加賀藩（金沢藩）
- 大聖寺藩（加賀藩支藩）（1639年 - ）
- 大聖寺新田藩（大聖寺藩支藩）（1692年 - ）

### 越前国
- 丸岡藩（1624年 - ）
- 福井藩（越前藩）（1601年 - ）
- 越前勝山藩（1623年 - ）
- 大野藩（1624年 - ）
- 鯖江藩（1720年 - ）
- 敦賀藩（小浜藩支藩）（1682年 - ）
- 高森藩（1697年 - ）
- 東郷藩
- 安居藩
- 吉江藩（1648年 - ）
- 越前松岡藩（1648年 - ）
- 木本藩（1624年 - ）
- 葛野藩（1697年 - ）

### 若狭国
- 小浜藩（1600年 - ）
- 高浜藩

### 信濃国
- 飯山藩（1603年 - ）
- 須坂藩（1615年 - ）
- 松代藩（川中島藩）
- 上田藩
- 小諸藩（越後国長岡藩支藩）
- 岩村田藩（1703年 - ）
- 松本藩
- 田野口藩（竜岡藩）（1863年 - ）
- 諏訪藩（高島藩）（1601年 - ）
- 高遠藩（1600年 - ）
- 飯田藩（1601年 - ）
- 埴科藩（松代藩支藩）（1622年 - ）
- 坂木藩（1682年 - ）
- 長沼藩（1615年 - ）
- 高井藩（尾張藩支藩）（1681年 - ）
- 奥仁科藩（松本藩支藩）
- 高井野藩（1619年 - ）
- 近藤藩（1610年 - ）
- 信濃中村藩（1616年 - ）

## 東海地方

### 駿河国
- 駿府藩（静岡藩）（1601年 - ）
- 沼津藩（1601年 - ）
- 松長藩（1706年 - ）
- 小島藩（1689年 - ）
- 田中藩（1601年 - ）
- 川成島藩（1857年 - ）
- 興国寺藩（1601年 - ）

### 遠江国
- 掛川藩（1601年 - ）
- 浜松藩（1601年 - ）
- 横須賀藩（1601年 - ）
- 相良藩（1710年 - ）
- 堀江藩（1868年 - ）
- 井伊谷藩（1619年 - ）
- 掛塚藩（1641年 - ）
- 遠江久野藩

### 三河国
- 挙母藩（1604年 - ）
- 刈谷藩
- 重原藩（1792年 - ）
- 大給藩（1684年 - ）
- 岡崎藩（1602年 - ）
- 西大平藩（1748年 - ）
- 西端藩（1864年 - ）
- 西尾藩（1601年 - ）
- 吉田藩（豊橋藩）（1601年 - ）
- 田原藩（1601年 - ）
- 半原藩（1868年 - ）
- 作手藩（1602年 - ）
- 新城藩（1606年 - ）
- 畑村藩（1688年 - ）
- 足助藩（1683年 - ）
- 伊保藩（1600年 - ）
- 奥殿藩（1711年 - ）
- 三河中島藩（1639年 - ）
- 深溝藩（1601年 - ）
- 形原藩（1618年 - ）
- 大浜藩（1768年 - ）
- 三河水野藩（1600年 - ）

### 尾張国
- 犬山藩（尾張藩附家老）（1868年 - ）
- 尾張藩（名古屋藩）（1607年 - ）
- 緒川藩（1601年 - ）
- 尾張黒田藩
- 清洲藩（1600年 - ）

### 飛騨国
- 飛騨高山藩（高山藩）

### 美濃国
- 今尾藩（尾張藩附家老）
- 八幡藩＜郡上藩＞（1600年 - ）
- 岐阜藩
- 苗木藩（1600年 - ）
- 大垣藩（1601年 - ）
- 加納藩（1601年 - ）
- 加賀野井藩
- 岩村藩（1601年 - ）
- 高須藩（尾張藩支藩）（1600年 - ）
- 揖斐藩
- 黒野藩
- 大垣新田藩（大垣藩支藩）（1688年 - ）
- 福束藩
- 美濃平塚藩
- 青野藩（1682年 - ）
- 多良藩
- 十七条藩（1607年 - ）
- 太田山藩
- 高富藩（1705年 - ）
- 関藩
- 上有知藩（1600年 - ）
- 岩滝藩（1705年 - ）
- 金山藩（1600年 - ）
- 徳野藩（1604年 - ）
- 美濃高松藩＜松ノ木藩＞
- 清水藩
- 曽根藩
- 野村藩
- 美濃長谷川藩
- 美濃脇坂藩（1615年 - ）

## 近畿地方

### 伊勢国
- 長島藩（1601年 - ）
- 桑名藩（1601年 - ）
- 菰野藩
- 伊勢亀山藩（1601年 - ）
- 神戸藩（1601年 - ）
- 津藩（安濃津藩）（1608年 - ）
- 久居藩（津藩支藩）（1669年 - ）
- 八田藩（1726年 - ）
- 伊勢西条藩（1727年 - ）
- 南林崎藩（1745年 - ）
- 伊勢上野藩
- 伊勢林藩
- 雲出藩
- 松坂藩
- 竹原藩＜八知藩＞
- 伊勢岩手藩
- 田丸藩（1600年 - ）
- 井生藩

### 伊賀国
- 伊賀上野藩

### 志摩国
- 鳥羽藩

### 近江国
- 朝日山藩（1870年 - ）
- 近江宮川藩（1698年 - ）
- 長浜藩（1606年 - ）
- 彦根藩（1606年 - ）
- 彦根新田藩（彦根藩支藩）（1714年 - ）
- 大溝藩（1619年 - ）
- 朽木藩
- 堅田藩（1698年 - ）
- 大森藩（1622年 - ）
- 山上藩（1698年 - ）
- 三上藩（1698年 - ）
- 仁正寺藩（1620年 - ）
- 膳所藩（1601年 - ）
- 水口藩（1682年 - ）
- 佐和山藩（1600年 - ）
- 近江高島藩
- 大津藩（1601年 - ）
- 近江小室藩（1619年 - ）

### 山城国
- 淀藩（1623年 - ）
- 山城長岡藩（1615年 - ）
- 伏見藩（1607年 - ）
- 御牧藩

### 大和国
- 柳生藩（1636年 - ）
- 郡山藩（1615年 - ）
- 小泉藩（1600年 - ）
- 柳本藩（1600年 - ）
- 戒重藩（1615年 - ）
- 芝村藩（1745年 - ）
- 櫛羅藩（1863年 - ）
- 宇陀松山藩（1600年 - ）
- 高取藩
- 興留藩（1679年 - ）
- 竜田藩（1601年 - ）
- 田原本藩（1868年 - ）
- 岸田藩
- 大和新庄藩（1600年 - ）
- 御所藩（1600年 - ）
- 大和五条藩（1600年 - ）

### 紀伊国
- 紀州藩（和歌山藩）（1600年 - ）
- 田辺藩（紀州藩附家老）（1868年 - ）
- 新宮藩（紀州藩附家老）（1868年 - ）

### 和泉国
- 陶器藩（1604年 - ）
- 伯太藩（大庭寺藩）（1698年 - ）
- 岸和田藩
- 谷川藩
- 吉見藩（1870年 - ）

### 河内国
- 丹南藩（1623年 - ）
- 狭山藩（1600年 - ）
- 西代藩（1679年 - ）

### 摂津国
- 三田藩
- 高槻藩
- 麻田藩（1615年 - ）
- 尼崎藩（1615年 - ）
- 大坂藩
- 茨木藩
- 摂津中島藩（1616？年 - ）
- 味舌藩（ましたはん）

### 丹波国
- 福知山藩（1600年 - ）
- 綾部藩（1633年 - ）
- 山家藩
- 丹波柏原藩
- 篠山藩（1609年 - ）
- 園部藩（1619年 - ）
- 丹波亀山藩
- 八上藩（1602年 - ）

### 丹後国
- 峰山藩（1616年 - ）
- 宮津藩（1600年 - ）
- 丹後田辺藩（舞鶴藩）（1622年 - ）

### 播磨国
- 山崎藩（1615年 - ）
- 安志藩（1716年 - ）
- 三日月藩（1697年 - ）
- 林田藩（1617年 - ）
- 三草藩（1746年 - ）
- 龍野藩（1617年 - ）
- 小野藩（1637年 - ）
- 姫路藩（1600年 - ）
- 赤穂藩（1615年 - ）
- 明石藩（1617年 - ）
- 福本藩（1662年 - ）
- 播磨新宮藩（1617年 - ）
- 姫路新田藩（1617年 - ）
- 平福藩（1615年 - ）

### 但馬国
- 清富藩（1627年 - ）
- 出石藩
- 豊岡藩
- 村岡藩（1601年 - ）
- 八木藩
- 竹田藩

### 淡路国
- 淡路洲本藩
- 今治藩
- 姫路藩
- 徳島藩

## 中国地方

### 因幡国
- 鳥取藩（1600年 - ）
- 鹿野藩
- 鹿奴藩（鳥取藩支藩、鳥取東館新田藩）（1685年 - ）
- 若桜藩（1601年 - ）
- 若桜藩（鳥取藩支藩、鳥取西館新田藩）（1700年 - ）

### 伯耆国
- 米子藩（1600年 - ）
- 倉吉藩（1614年 - ）
- 黒坂藩（1610年 - ）
- 矢橋藩（1610年 - ）

### 出雲国
- 松江藩（1600年 - ）
- 松江新田藩（松江藩支藩）（1701年 - ）
- 広瀬藩（松江藩支藩）（1666年 - ）
- 母里藩（松江藩支藩）（1666年 - ）

### 美作国
- 津山藩（1603年 - ）
- 美作勝山藩（1764年 - ）
- 津山新田藩（1）（津山藩支藩）（1676年 - ）
- 津山新田藩（2）（津山藩支藩）（1686年 - ）
- 美作宮川藩（津山藩支藩）（1634年 - 諸説あり）
- 鶴田藩（1867年 - ）

### 石見国
- 吉永藩（1643年 - ）
- 浜田藩（1619年 - ）
- 津和野藩（1601年 - ）

### 備前国
- 岡山藩（1600年 - ）
- 児島藩（1648年 - ）

### 備中国
- 新見藩（1697年 - ）
- 備中松山藩（1617年 - ）
- 成羽藩（1617年 - ）
- 浅尾藩（1603年 - ）
- 足守藩（1601年 - ）
- 岡田藩（1615年 - ）
- 庭瀬藩（1600年 - ）
- 生坂藩（岡山藩支藩）（1672年 - ）
- 鴨方藩（岡山藩支藩）（1672年 - ）
- 西江原藩（1697年 - ）

### 備後国
- 三次藩（広島藩支藩）（1632年 - ）
- 備後福山藩（1619年 - ）

### 安芸国
- 広島藩（1600年 - ）
- 広島新田藩（広島藩支藩）（1730年 - ）

### 周防国
- 岩国藩（長州藩支藩）（1868年 - ）
- 徳山藩（下松藩、長州藩支藩）（1617年 - ）

### 長門国
- 長州藩（萩藩、毛利藩）
- 長府藩（長州藩支藩）
- 清末藩（長府藩支藩）（1653年 - ）

## 四国地方

### 讃岐国
- 高松藩
- 丸亀藩（1641年 - ）
- 多度津藩（丸亀藩支藩）（1694年 - ）

### 阿波国
- 徳島藩
- 阿波富田藩（徳島藩支藩）（1678年 - ）

### 伊予国
- 川之江藩（1636年 - ）
- 今治藩（1600年 - ）
- 西条藩（紀州藩支藩）（1636年 - ）
- 小松藩（1636年 - ）
- 伊予松山藩
- 松山新田藩（伊予松山藩支藩）（1720年 - ）
- 大洲藩（1608年 - ）
- 新谷藩（大洲藩支藩）（1623年 - ）
- 伊予吉田藩（宇和島藩支藩）（1657年 - ）
- 宇和島藩（1608年 - ）

### 土佐国
- 土佐藩（高知藩）（1601年 - ）
- 土佐新田藩（土佐藩支藩）（1780年 - ）
- 中村藩（土佐藩支藩）（1656年 - ）
- 浦戸藩

## 九州地方

### 豊前国
- 小倉藩（1602年 - ）
- 千束藩（小倉藩支藩）（1667年 - ）
- 中津藩（1600年 - ）
- 竜王藩（1632年 - ）

### 豊後国
- 杵築藩（1632年 - ）
- 高田藩（1632年 - ）
- 日出藩（1600年 - ）
- 日田藩
- 森藩（1601年 - ）
- 府内藩（1601年 - ）
- 臼杵藩（1600年 - ）
- 佐伯藩（1601年 - ）
- 岡藩
- 立石領（1646年 - ）
- 豊後高松藩

### 筑前国
- 東蓮寺藩（福岡藩支藩）（1623年 - ）
- 福岡藩（1600年 - ）
- 秋月藩（福岡藩支藩）（1623年 - ）

### 筑後国
- 松崎藩（久留米藩支藩）（1668年 - ）
- 久留米藩（1620年 - ）
- 柳河藩（1600年 - ）
- 三池藩（1621年 - ）

### 肥前国
- 唐津藩
- 平戸藩
- 平戸新田藩（平戸藩支藩）（1689年 - ）
- 小城藩（佐賀藩支藩）（1642年 - ）
- 蓮池藩（佐賀藩支藩）（1642年 - ）
- 佐賀藩
- 鹿島藩（佐賀藩支藩）（1610年 - ）
- 大村藩
- 島原藩
- 福江藩（五島藩）
- 富江藩（五島藩支藩）

### 対馬国
- 対馬府中藩（厳原藩）

### 肥後国
- 高瀬藩（熊本藩支藩）（1666年 - ）
- 熊本藩（肥後藩）
- 宇土藩（熊本藩支藩）（1646年 - ）
- 人吉藩
- 富岡藩（天草藩）（1638年 - ）

### 日向国
- 延岡藩
- 高鍋藩
- 佐土原藩（1603年 - ）
- 飫肥藩

### 薩摩国
- 薩摩藩（鹿児島藩）

## 琉球諸島（明治初期）

### 琉球国
- 琉球藩（1872年 - ）

== 関連項目 --
- 藩翰譜
- 寛政重修諸家譜
- 寛永諸家系図伝